# Perenniporiella micropora
Perenniporiella micropora är en svampart som först beskrevs av Leif Ryvarden, och fick sitt nu gällande namn av Decock & Ryvarden 2003. Perenniporiella micropora ingår i släktet Perenniporiella och familjen Polyporaceae.   Inga underarter finns listade i Catalogue of Life.